# Dah (Ladakh)
Dah ou Da est un village du territoire de l'Union du Ladakh en Inde.

## Situation
Le village est situé dans le tehsil de  Khalatse dans une vallée à environ 160 km au nord-ouest de Leh.

## Démographie
Le village est habité par les Brokpas, un peuple darde.
Selon le recensement de 2011, 609 personnes vivaient à Da. Le taux d'alphabétisation était de 49,75 %. 